# 2724 Orlov
2724 Orlov eller 1978 RZ5 är en asteroid i huvudbältet som upptäcktes den 13 september 1978 av den rysk-sovjetiske astronomen Nikolaj Tjernych vid Krims astrofysiska observatorium på Krim. Den har fått sitt namn efter Sergey och Alexander Orlov.
Asteroiden har en diameter på ungefär 20 kilometer.